# Vojtěch Sucharda

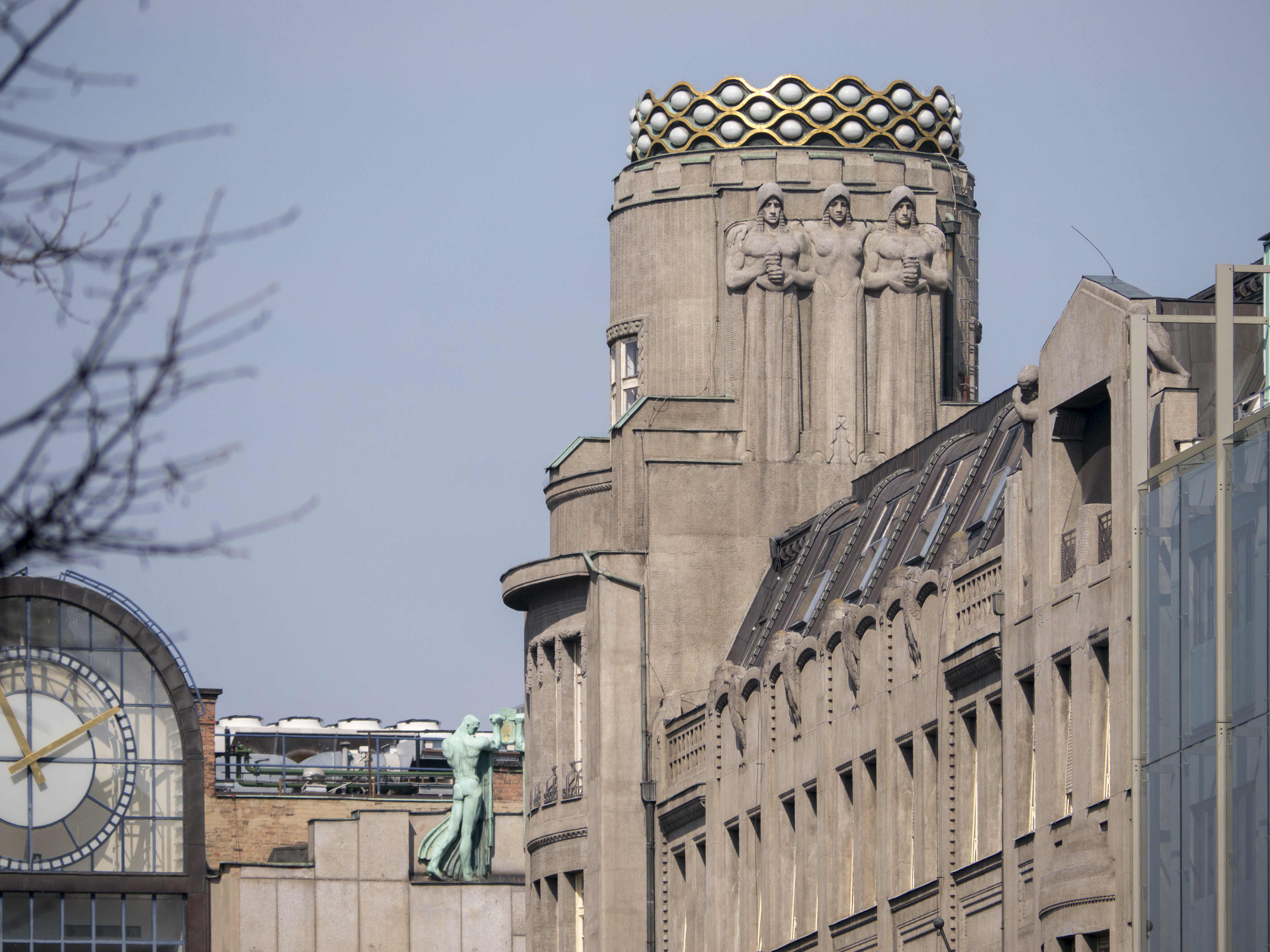
Palais de Koruna avec trois sculptures de Vojtěch Sucharda

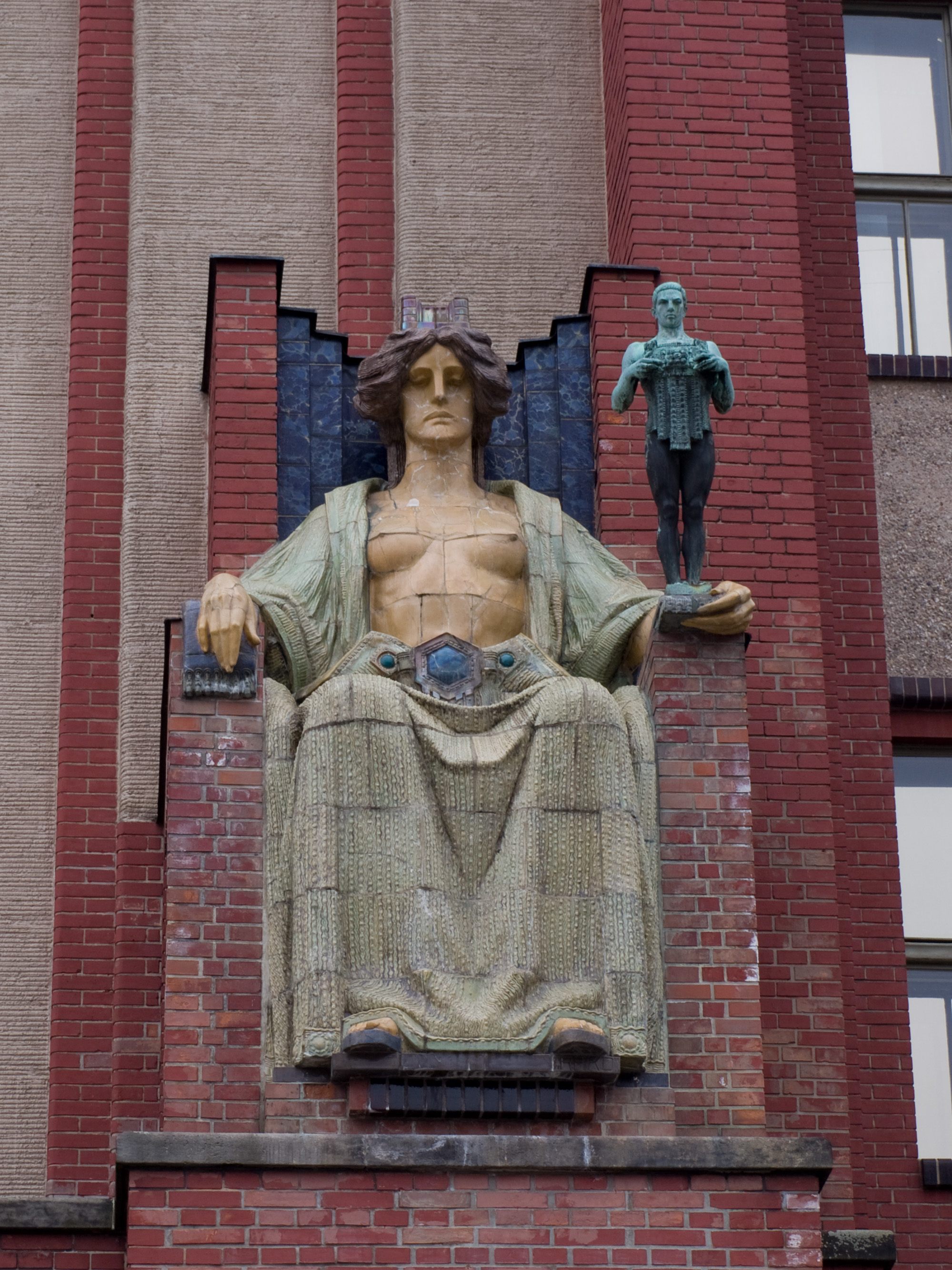
Sculpture au musée de la Bohême orientale à Hradec Králové

Vojtěch Sucharda, né le 6 janvier 1884 à Nová Paka et mort le 31 octobre 1968 à Prague), est un sculpteur, sculpteur sur bois et marionnettiste tchèque.

## Famille
Sucharda est né dans une famille d'artistes. Il est le fils du sculpteur Antonín Sucharda (1843–1911), le frère du sculpteur Stanislav Sucharda (en) (1866–1916), de l'artiste Anna Boudová Suchardová (en) (1870–1940), du sculpteur et marionnettiste Bohuslav Sucharda (1878–1927) et de la peintre Miroslava Suchardová (1889–1965).

## Carrière
En 1913, Sucharda est invité à collaborer à la décoration du palais de la Koruna sur la place Venceslas. Il y réalise probablement son œuvre la plus importante, trois figures monumentales de soldats, ainsi qu'une couronne ornementale au sommet. Sucharda est le fondateur en 1920 du théâtre Říše Loutek (« Empire des marionnettes ») de Prague, où toute la famille Sucharda a travaillé pendant près de quarante ans. Il est connu pour avoir restauré les figures en bois des apôtres de l'horloge astronomique de Prague, qui avaient été gravement endommagées par des tirs ennemis à la mi-mai 1945.
Sucharda a écrit une lettre décrivant les conditions difficiles à Prague à l'époque, qu'il a cachée dans un boîtier métallique à l'intérieur de la statue restaurée de l'apôtre Thomas. Son message caché a été découvert 70 ans plus tard, en 2018, lorsque les restaurateurs ont remarqué qu'une des statues était plus lourde que les autres et qu'une radiographie a révélé le message caché.

### Œuvres
En tant que sculpteur, Sucharda a notamment réalisé :
- les deux figures assises flanquant l'entrée du Musée de la Bohême orientale à Hradec Králové, pour l'architecte Jan Kotěra, 1908–1912 ;
- les trois personnages de la couronne du Palais de la Koruna sur la place Venceslas à Prague, 1912–1914 ;
- des travaux à la cathédrale Saint-Guy de Prague.